# 清水尋也
清水 尋也（しみず ひろや、1999年6月9日 - ）は、日本の俳優。
東京都出身。トヨタオフィス、バイツを経て2017年11月6日よりオフィス作所属。兄は清水尚弥。

## 略歴
4つ年上の兄・清水尚弥の主演映画『からっぽ』の試写会で事務所の人間に誘われて演技のレッスンを始める。最初は恐る恐るだったものの、楽しく充実した日々であったことから芸能界入りを決意した。きっかけとなった兄との関係については「家であまり仕事の話は、恥ずかしいのでしない」「お互いの出ている映画とかはチェックするので、見たときに感想を言い合ったり」と語っている。
初めての出演作は2012年制作の映画『震動』。その後、同年10月期のフジテレビ系テレビドラマ『高校入試』に出演。
オーディションの末、中島哲也監督の問題作『渇き。』で壮絶ないじめにあうボク役、『ソロモンの偽証』ではクラスメイトに恐怖を与える不良役という両極端な役を演じる。
2018年、日本テレビ系テレビドラマ『anone』で第11回コンフィデンスアワード・ドラマ賞新人賞を受賞。7月期のテレビ東京系テレビドラマ『インベスターZ』でドラマ初主演をつとめる。
2019年、第11回TAMA映画賞において最優秀新進男優賞を受賞。
2021年公開の劇場アニメ『映画大好きポンポさん』で声優としてもデビューした。

## 人物
兄の影響で3歳の時からサッカーを習っていたが、小学校ではサッカークラブが無かったため、小学校・中学校ではバスケットボールに夢中になる。
2019年の9月中旬～12月末まで、自身の希望で、仕事を休みロサンゼルスへの短期語学留学をする。
時間にルーズであることを自覚している。
エバースのファンで、神保町よしもと漫才劇場にもよく通っている。

## 受賞歴
- 2018年度
  - 第11回 コンフィデンスアワード・ドラマ賞新人賞（『anone』）[10]
- 2019年度
  - 第11回 TAMA映画賞最優秀新進男優賞（『ホットギミック ガールミーツボーイ』『パラレルワールド・ラブストーリー』『貞子』）[17]

## 出演

### 映画
- 震動（2012年）
- 世界はざらざらしている（2013年）
- ラジオデイズ（2013年6月8日、加藤行宏監督）
- 陽だまりの彼女（2013年10月12日、東宝）[8]
- 渇き。（2014年6月27日、ギャガ） - ボク 役[2][18]
- ソロモンの偽証 前篇・事件 / 後篇・裁判（2015年3月7日/4月11日、松竹） - 大出俊次 役[6]
- ストレイヤーズ・クロニクル（2015年6月27日、ワーナー・ブラザース映画） - 良介 役[19]
- ソ満国境 15歳の夏（2015年8月1日） - 橋本翔太 役[20]
- ちはやふる 上の句 / 下の句（2016年3月/4月、東宝） - 須藤暁人 役[21]
  - ちはやふる -結び-（2018年3月17日）
- ハルチカ（2017年3月4日、KADOKAWA） - 檜山界雄 役[22]
- 逆光の頃（2017年7月8日、SPOTTED PRODUCTIONS） - 公平 役[23]
- アウトサイダー（2018年3月9日、Netflix）  - バンジョー 役
- ミスミソウ（2018年4月7日、ティ・ジョイ） - 相場晄 役[24]
- 3D彼女 リアルガール（2018年9月14日、ワーナー・ブラザース映画） - 高梨ミツヤ 役[25]
- 貞子（2019年5月24日、KADOKAWA） - 秋川和真 役[26]
- パラレルワールド・ラブストーリー（2019年5月31日、松竹） - 篠崎伍郎 役[27]
- ホットギミック ガールミーツボーイ（2019年6月28日、東映）- 橘亮輝 役[28]
- 青くて痛くて脆い（2020年8月28日、東宝） - 天野巧 役[29]
- 妖怪人間ベラ（2020年9月11日、DLE） - 篠原弘樹 役[30]
- 甘いお酒でうがい（2020年9月25日、吉本興業） - 岡本くん 役[31]
- 青い、森（2020年11月6日、SPOTTDD PRODCTION） - 主演・波 役
- 東京リベンジャーズシリーズ（ワーナー・ブラザース映画） - 半間修二 役
  - 東京リベンジャーズ（2021年7月9日）[32]
  - 東京リベンジャーズ2 血のハロウィン編 -運命-（2023年4月21日）[33]
  - 東京リベンジャーズ2 血のハロウィン編 -決戦-（2023年6月30日）[33]
- スパゲティコード・ラブ（2021年11月26日、ハピネットファントム・スタジオ） - 大森慎吾 役[34][35]
- さがす（2022年1月21日・アスミック・エース） - 山内照巳 役[36]
- リボルバー・リリー（2023年8月11日、東映） - 南始 役[37]
- オアシス（2024年11月15日、SPOTTED PRODUCTIONS） - 主演・富井ヒロト 役（高杉真宙とW主演）[38][39]

### 劇場アニメ
- 映画大好きポンポさん（2021年6月4日公開、角川ANIMATION） - 主演・ジーン 役[13]
- カメの甲羅はあばら骨（2022年10月28日公開、イオンエンターテイメント/アスミック・エース） - 主演・カメ田カメ郎 役[40]

### テレビドラマ
- 高校入試（2012年10月6日 - 12月29日、フジテレビ） - 沢村翔太 役[2]
- 放課後グルーヴ（2013年4月22日 - 6月24日、TBS） - 北野一兆 役
- 天使のナイフ（2015年2月22日 - 3月22日、WOWOW） - 八木将彦 役[41][42]
- イマジカBS開局20周年記念ドラマ　ひと夏の隣人（2016年11月4日、イマジカBS） - 白井竜 役
- anone（2018年1月10日 - 2018年3月21日、日本テレビ） - 紙野彦星 役[9]
- 電影少女 -VIDEO GIRL AI 2018-（2018年1月13日 - 3月31日、テレビ東京） - 古矢智章 役[43]
  - 電影少女 -VIDEO GIRL AI 2018- 特別編（2019年1月19日、テレビ東京）[44]
- チア☆ダン（2018年7月13日 - 9月14日、TBS） - 椿山春馬 役[45]
- インベスターZ（2018年7月13日 - 9月29日、テレビ東京） - 主演・財前孝史 役[11][46]
- レ・ミゼラブル 終わりなき旅路（2019年1月6日、フジテレビ） - 斎藤涼介（青年期）役[47][48]
- イノセンス 冤罪弁護士 第5話（2019年2月16日、日本テレビ） - 藤里瞬 役[49]
- 神酒クリニックで乾杯を 第7話（2019年3月9日、BSテレ東） - アラン 役[50]
- サギデカ（2019年8月31日 - 2019年9月28日、NHK） - 戸山祐貴 役[51]
- 絶対零度〜未然犯罪潜入捜査〜 第6話（2020年2月10日、フジテレビ） - 浅井航 役[52]
- キワドい2人-K2-池袋署刑事課 神崎・黒木 第3話（2020年9月25日、TBS） - 鴻上健也 役
- アノニマス〜警視庁“指殺人”対策室〜（2021年1月25日 - 3月15日、テレビ東京） - 四宮純一 役[53]
- 連続テレビ小説 おかえりモネ 第32回 - 第120回（2021年6月29日 - 10月29日、NHK） - 内田衛 役[54]
- となりのチカラ（2022年1月20日 - 3月31日、テレビ朝日） - 上条知樹 役[55]
- だが、情熱はある 第3話、第4話（2023年4月23日、4月30日、日本テレビ） - 和男 役[56]
- Eye Love You（2024年1月23日 - 3月26日、TBS） - 小野田学 役[57]
- アクターズ・ショート・フィルム4「イツキトミワ」（2024年3月22日、WOWOW） - 主演・一葵 役（芋生悠とW主演）[58]
- マル秘の密子さん（2024年7月13日 - 9月28日、日本テレビ） - 今井智 役[59]
- 海に眠るダイヤモンド（2024年10月20日 - 12月22日、TBS） - 賢将 役[60]
- 19番目のカルテ（2025年7月13日 - 、TBS） - 鹿山慶太 役[61]

### 配信ドラマ
- アノニマチュ!〜恋の指相撲対策室〜（2021年1月25日 - 3月15日、Paravi） - 主演・四宮純一 役[62]
- 幽☆遊☆白書（2023年12月14日、Netflix） - 鴉 役[63]
- トークサバイバー!ラスト・オブ・ラフ（2024年9月3日配信予定、Netflix）[64]
- No Activity Season2（2024年9月13日〈予定〉 - 、Amazon Prime Video） - 蓮 役[65]

### 舞台
- 震動 第13回（2013年11月23日 - 24日、テアトル新宿）

### CM
- Spotify（2018年3月 -）[66]
- ソフトバンク「白戸家・授業」篇 (2013 -)

### 写真集
- 月刊MEN清水尋也×須田卓馬（2014年6月） - デジタル写真集[67]
- FLOATING（2020年6月9日）[68]

### MV
- 赤い公園「闇夜に提灯」（2013年）
- GeG「Merry Go Round feat. BASI, 唾奇, VIGORMAN & WILYWNKA」（2019年）
- King Gnu「The hole」（2019年）[69]
- Gorilla Attack「Gorilla Anthem」（2019年）
- AK-69「See You Again -Season 1-」「I Don’t Wanna Know -Season 2-」「ハレルヤ -The Final Season-」（2020年）[70]
- BUMP OF CHICKEN「Gravity」（2020年）[71]
- VIGORMAN「ろくでなしの唄」（2020年）[72]

・マカロニえんぴつ「月へ行こう」(2024年)